# Сусакі Юї
Юї Сусакі (яп. 須崎優衣; нар. 30 червня 1999, Мацудо, префектура Тіба) — японська борчиня вільного стилю, олімпійська чемпіонка 2020 року, бронзова призерка Олімпійських ігор 2024 року, чотириразова чемпіонка світу, дворазова чемпіонка Азії, володарка Кубку світу, чемпіонка світу серед юніорів, триразова чемпіонка світу серед кадетів.

## Життєпис
Боротьбою почала займатися з 2006 року.
Виступає за спортивний клуб JOC Academy Токіо. Тренер — Сьоко Йосімура.
Навчається на факультеті спортивних наук Університету Васеда.

## Спортивні результати на міжнародних змаганнях

### Виступи на Олімпіадах
| Змагання                    | Збірна | Вагова категорія          | Місце  |
| --------------------------- | ------ | ------------------------- | ------ |
| Літні Олімпійські ігри 2020 | Японія | жіноча боротьба, до 50 кг | Золото |
| Літні Олімпійські ігри 2024 | Японія | жіноча боротьба, до 50 кг | Бронза |

### Виступи на Чемпіонатах світу
| Змагання                        | Збірна | Вагова категорія          | Місце  |
| ------------------------------- | ------ | ------------------------- | ------ |
| Чемпіонат світу з боротьби 2017 | Японія | жіноча боротьба, до 48 кг | Золото |
| Чемпіонат світу з боротьби 2018 | Японія | жіноча боротьба, до 50 кг | Золото |
| Чемпіонат світу з боротьби 2022 | Японія | жіноча боротьба, до 50 кг | Золото |
| Чемпіонат світу з боротьби 2023 | Японія | жіноча боротьба, до 50 кг | Золото |

### Виступи на Чемпіонатах Азії
| Змагання                       | Збірна | Вагова категорія          | Місце  |
| ------------------------------ | ------ | ------------------------- | ------ |
| Чемпіонат Азії з боротьби 2017 | Японія | жіноча боротьба, до 48 кг | Золото |
| Чемпіонат Азії з боротьби 2024 | Японія | жіноча боротьба, до 50 кг | Золото |

### Виступи на Кубках світу
| Змагання                    | Збірна | Вагова категорія | Місце  |
| --------------------------- | ------ | ---------------- | ------ |
| Кубок світу з боротьби 2017 | Японія | команда          | Золото |
| Кубок світу з боротьби 2019 | Японія | команда          | Золото |

### Виступи на інших змаганнях
| Змагання                                                     | Збірна | Вагова категорія          | Місце  |
| ------------------------------------------------------------ | ------ | ------------------------- | ------ |
| Гран-прі «Іван Яригін» 2017                                  | Японія | жіноча боротьба, до 48 кг | Золото |
| Klippan Lady Open 2017                                       | Японія | жіноча боротьба, до 48 кг | Золото |
| Klippan Lady Open 2018                                       | Японія | жіноча боротьба, до 50 кг | Золото |
| Всеяпонський відкритий чемпіонат з боротьби 2018             | Японія | жіноча боротьба, до 50 кг | Золото |
| Олімпійський кваліфікаційний турнір з боротьби 2020 (Алмати) | Японія | жіноча боротьба, до 50 кг | Золото |
| Відкритий чемпіонат Загреба з боротьби 2023                  | Японія | жіноча боротьба, до 50 кг | Золото |
| Відкритий чемпіонат Загреба з боротьби 2024                  | Японія | жіноча боротьба, до 50 кг | Золото |

### Виступи на змаганнях молодших вікових груп
| Змагання                                      | Збірна | Вагова категорія          | Місце  |
| --------------------------------------------- | ------ | ------------------------- | ------ |
| Чемпіонат світу з боротьби серед кадетів 2014 | Японія | жіноча боротьба, до 43 кг | Золото |
| Чемпіонат світу з боротьби серед кадетів 2015 | Японія | жіноча боротьба, до 46 кг | Золото |
| Чемпіонат світу з боротьби серед кадетів 2016 | Японія | жіноча боротьба, до 49 кг | Золото |
| Чемпіонат світу з боротьби серед юніорів 2018 | Японія | жіноча боротьба, до 50 кг | Золото |
| Чемпіонат світу з боротьби серед юніорів 2019 | Японія | жіноча боротьба, до 50 кг | Золото |
| Чемпіонат світу з боротьби серед молоді 2023  | Японія | жіноча боротьба, до 50 кг | Золото |